# آرامگاه‌های پادشاهی سلکا پوشتم

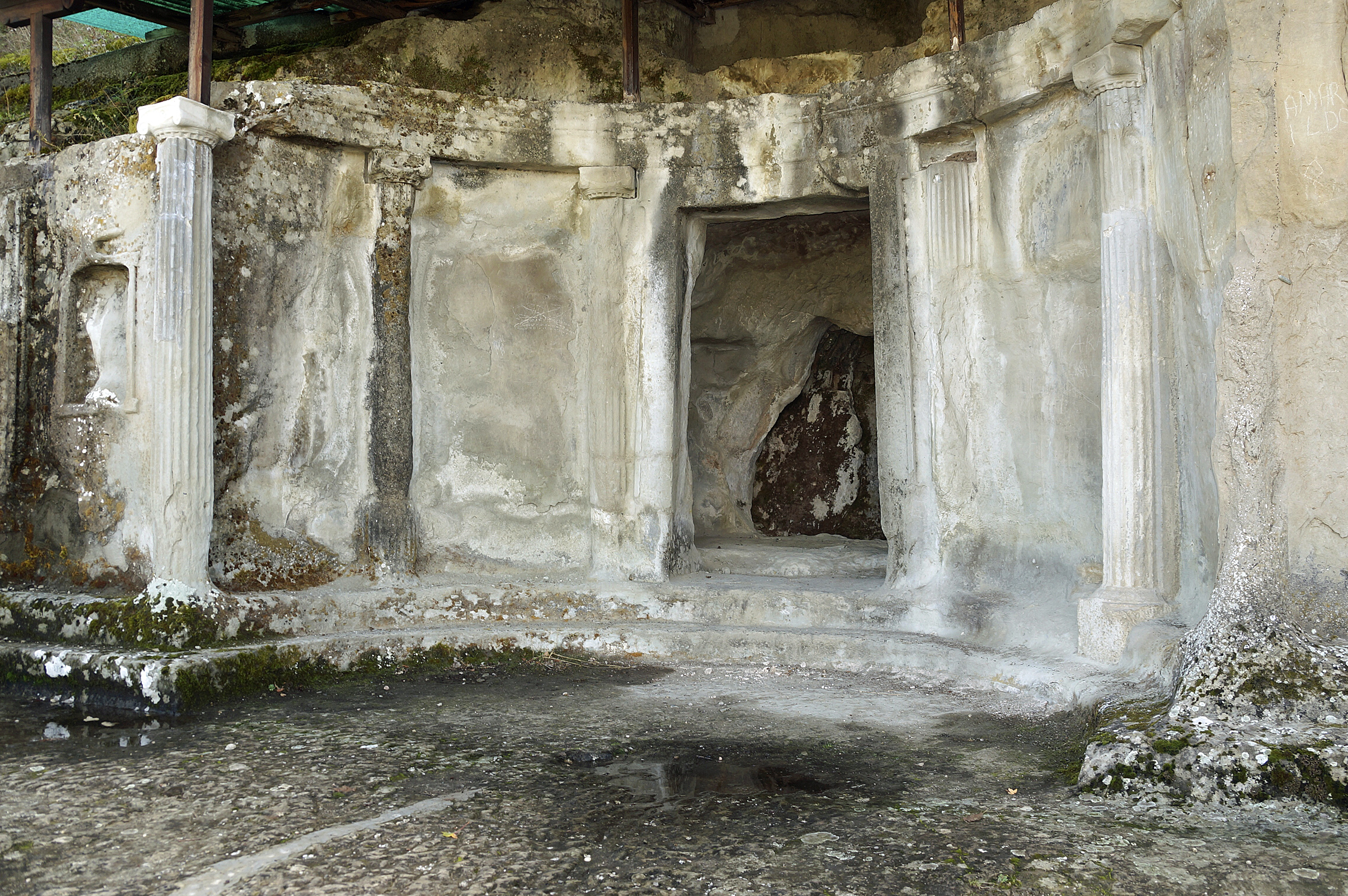
مقبره سوم

آرامگاه‌های پادشاهی سلکا پوشتم (آلبانیایی: Varret e Selcës së Poshtme) در نزدیکی شهر پوگرادتس در آلبانی واقع در نزدیکی روستای Selcë e Poshtme قرار دارد. در ساحل سمت راست رودخانه اشکومبین در ارتفاعی ۱۰۴۰ در ارتفاع بالاتر از سطح دریا، بقایای شهر باستانی پلیون و نئوپروس قرار دارد. روم از طریق اگناتیا آن را به سمت سالونیک سوق داد. اگرچه اثری از فعالیتهای انسانی در دوران نوسنگی وجود دارد، اما تاریخ مناسب مربوط به عصر آهن (دوره ایلری) تا دوره شهری (قرن ۵ تا ۲ قبل از میلاد مسیح)، است. از قرن چهارم تا اول قبل از میلاد، این شهر اقامتگاه سلطنتی پادشاهان ایلین بود و از همین رو احتمالاً یک مرکز مهم سیاسی و اقتصادی نیز بوده‌است. در سال ۱۹۹۶، آلبانی مقبره‌های سلطنتی در فهرست آزمایشی میراث جهانی یونسکو قرار گرفت.

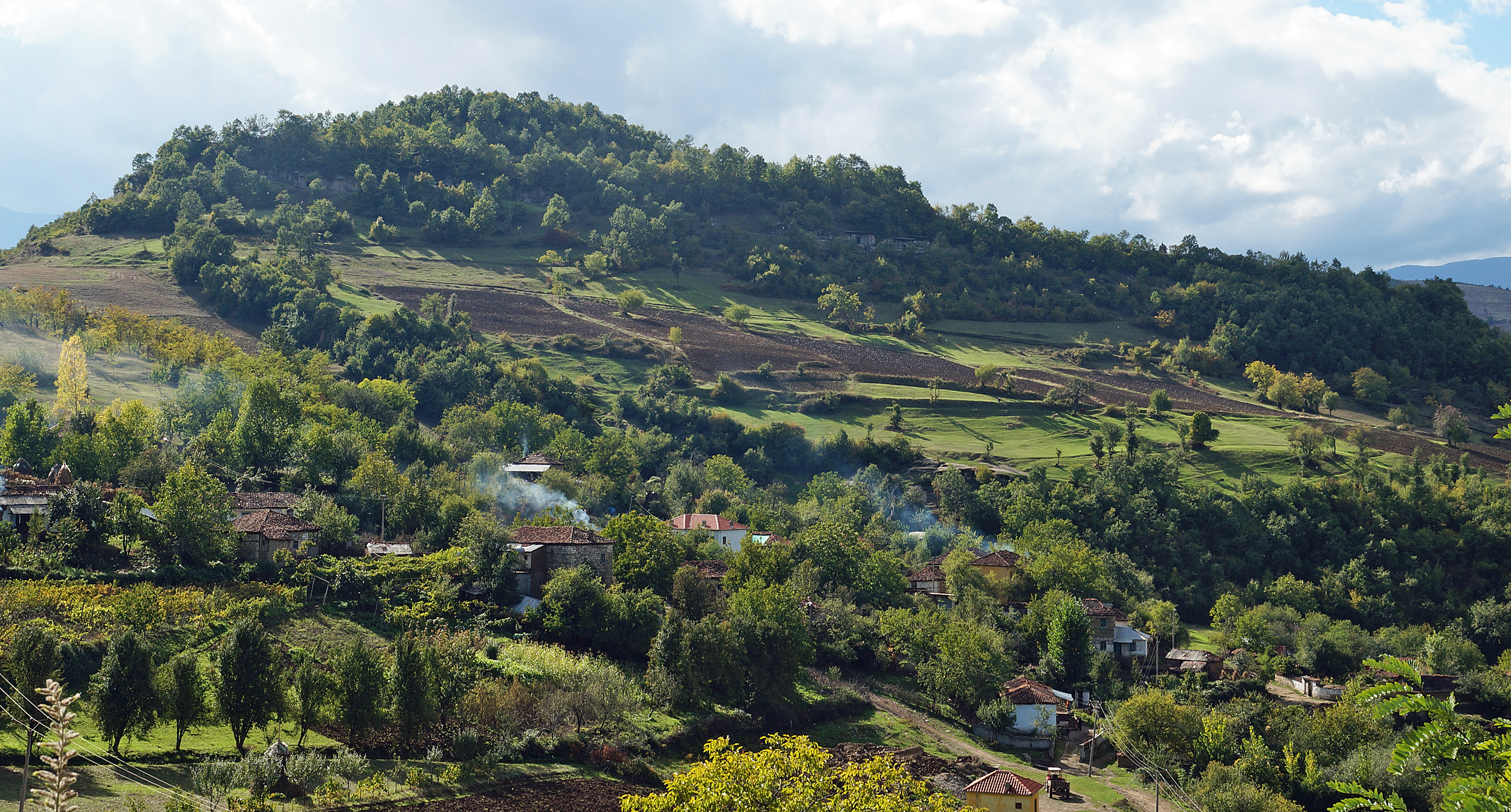
Selcë e Poshtme